# Lysana parvipuncta
Lysana parvipuncta är en fjärilsart som beskrevs av Paul Dognin 1909. Lysana parvipuncta ingår i släktet Lysana och familjen tandspinnare. Inga underarter finns listade i Catalogue of Life.